# Verdrag van Ribemont (880)

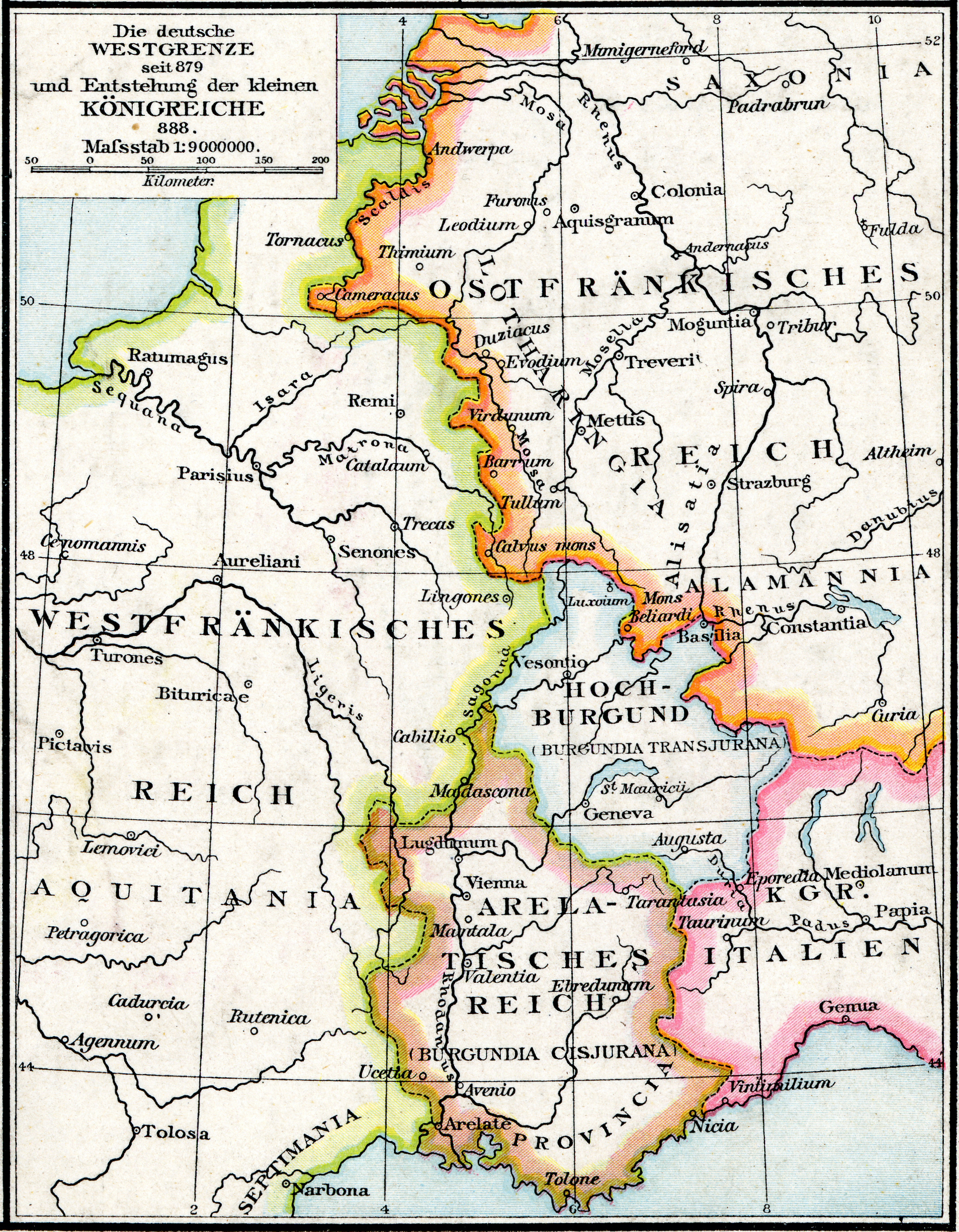
Grenzen na het verdrag van Ribemont; uit Allgemeiner Historischer Handatlas van Gustav Droysen, 1886

Met het Verdrag van Ribemont in 880 kwamen de delingen van het Frankenrijk tot een einde. Het werd gesloten tussen de Duitse koning Lodewijk de Jonge en de koningen van Frankrijk Lodewijk III en Karloman van Frankrijk.
Na de dood van de West-Francische koning Karel de Kale verzekerde de Oost-Francische koning Lodewijk de Jonge zich in november 878 met het Verdrag van Voeren van de vriendschap van de opvolger van Karel, Lodewijk de Stamelaar. De twee neven beloofden om de opvolging door hun zonen te respecteren. 
Toen Lodewijk de Stamelaar in april 879 reeds overleed, werd dit verdrag op de proef gesteld. Een westerse delegatie onder leiding van Gauzlin, bisschop van Parijs en de latere beschermer van de stad tegen aanvallen van de Noormannen, nodigde Lodewijk de Jonge uit om de heerschappij van West-Francië over te nemen. Omdat ook zijn vrouw Luitgard hier voorstander van was, viel Lodewijk West-Francië binnen. Hij kwam tot Verdun, maar nadat zijn neven, de nieuwe koningen van Frankrijk, Lodewijk III en Karloman van Frankrijk, hun deel van Midden-Francië aan hem hadden gegeven, trok Lodewijk de Jonge zich terug.
Ondertussen had Boso van Provence, een edele die niet van Karolingische afkomst was, zich laten uitroepen tot koning van Provence. Bovendien hervatten de Noormannen hun offensieven. Om aan deze bedreigingen het hoofd te bieden, besloten de Karolingische koningen hun geschillen opzij te zetten en gemeenschappelijk op te treden. Zij ontmoetten elkaar in Ribemont, in het tegenwoordige departement Aisne. In ruil voor de neutraliteit van Lodewijk de Jonge, bevestigden de koningen van Frankrijk dat het deel van Lotharingen en Frisia dat zij sinds het Verdrag van Meerssen in bezit hadden, nu onder Lodewijk de Jonge viel en konden zij optrekken tegen Boso. 
De grens tussen West- en Oost-Francië bleef tot in de late middeleeuwen vrijwel onveranderd.
Eerdere Frankische rijksdelingen waren:
- Verdrag van Verdun (843)
- Verdrag van Prüm (855)
- Verdrag van Meerssen (870)